# 베트남 공군 박물관

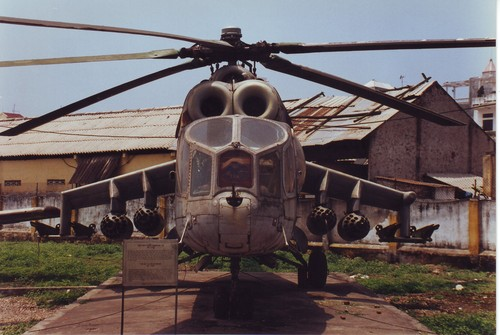
베트남 공군 박물관의 전투기

베트남 공군 박물관은 베트남 하노이에 있는 박물관이다. 박물관 안에는 구소련제 미그기와 정찰기, 구조 헬기 등 다양한 종류의 항공기가 있으며, 베트남 전쟁 당시의 베트남군과 미국 공군이 사용한 전투기도 있다.